# Holestiramin
Holestiramín je učinkovina iz skupine vezalcev žolčnih kislin; kemijsko je bazična ionska izmenjevalna smola, ki v prebavilih veže žolčne kisline in posredno zmanjšuje hiperlipoproteinemijo in se zato uporabljajo kot zdravila za zniževanje holesterola v krvi. Kompleksi, ki nastanejo med holestiraminom in žolčnimi kislinami v črevesju, namreč niso topni in se ne morejo absorbirati skozi prebavila v kri, temveč se izločijo z blatom. Da bi jetra nadomestila izločene žolčne kisline, povečajo proizvodnjo žolčnih kislin in pri tem porabljajo holesterol.
V Sloveniji ni registriranega zdravila s holestiraminom, v tujini pa so na tržišču zdravila pod različnimi zaščitenimi imeni (Questran, Questran Light, Cholybar, Olestyr).

## Medicinska uporaba
Vezalci žolčnih kislin in holestiramin kot prvi predstavnik te skupine učinkovin so bili med prvimi zdravili (poleg nikotinske kisline), ki so se uporabljali za zdravljenje hiperholesterolemije, z uvedbo statinom pa se je njihov pomen močno zmanjšal. Holestiramin je sicer zelo učinkovit pri zniževanju LDL-holesterola, ga pa številni bolniki težko prenašajo in posledično je sodelovalnost bolnikov sorazmerno nizka.
Holestriramin se uporablja tudi za lajšanje srbenja, ki je posledica kopičenja žolčnih kislin v koži pri jetrni odpovedi. Nadalje se uporablja za zdravljenje driske, ki je  posledica slabe absorpcije žolčnih kislin iz prebavil. V ta namen se je najprej uporabljal pri bolnikih s crohnovo boleznijo po resekciji vitega črevesa. Učinkovit je lahko tudi pri zdravljenju kolitisa zaradi okužbe s Clostridium difficile, sad adsorbira toksina A in B ter tako ublaži drisko in druge simptome, ki jih povzročata ta toksina. Ker pa ne deluje protibakterijsko, se uporablja hkrati z antibiotikom (vankomicinom).

## Neželeni učinki
Ker se vezalci žolčnih kislin ne absorbirajo skozi prebavila, ne povzročajo sistemskih neželenih učinkov, lahko pa povzročajo nelagodje in neželene učinke v prebavilih, zlasti ker so običajno potrebni sorazmerno visoki odmerki. Najpogostejši neželeni učinek je zaprtje. Pri bolnikih, ki so imeli v preteklosti kirurški poseg na črevesju, so poročali o primerih črevesne zapore, zato je pri teh bolnikih potrebna posebna previdnost pri uporabi holestiramina.